# دو جی وون
دو جی وون (کره‌ای: 도지원؛ زادهٔ ۱۴ فوریه ۱۹۶۶) بازیگر اهل کره جنوبی است. او بیشتر به خاطر ایفای نقش در بانوان قصر (۲۰۰۱)، پانچ لیدی (۲۰۰۷) و لبخند دوباره (۲۰۱۰) شناخته می‌شود. از آثار دیگری که در آنها ایفای نقش کرده‌است می‌توان به دلم برات تنگ شده، شفادهنده و زنان نامهربان اشاره کرد.